# Антон Иванов и Анна Устинова
Антон Давидович Иванов (род. 6 июня 1950, Москва) и Анна Вячеславовна Устинова (родилась в 1959 году, Москва) — муж и жена, российские переводчики и писатели, авторы детских детективов.

## Биографии
Отец Антона Давидовича Иванова — художник-график Давид Александрович Дубинский (1920—1960), дедушка — писатель Всеволод Ива́нов (1895—1963), бабушка — Тамара Владимировна Иванова, известный переводчик с французского и публицист, мать — Татьяна Всеволодовна Иванова, дядя — филолог Вячеслав Всеволодович Иванов (1929—2017). В 1978 году окончил Литературный институт имени А. М. Горького, работал в «Юности», «Вечерней Москве» и «Литературной газете», публиковал статьи и рецензии.
Анна Вячеславовна Устинова родилась в Москве в семье дипломатов, её отец — Вячеслав Александрович Устинов, с родителями жила в Танзании 7 лет, где её отец работал послом, училась в Международной школе при ЮНЕСКО, окончила школу с английским уклоном, окончила МГИМО, факультет международных отношений, учила суахили, работала 11 лет в Библиотеке иностранной литературы.
Иванов и Устинова работали переводчиками (среди их переводов «Поллианна» Элеанор Портер, «Маленькие женщины» Луизы Олкотт, романы Бута Таркинтона), а в дальнейшем начали писать свои произведения, в том числе и первые книги Энид Блайтон из серии "Пять юных сыщиков и верный пёс". Их перу принадлежат три цикла: «Компания c Большой Спасской», «Тайное Братство „Кленового листа“» и «Команда отчаянных», а также другие детские детективы.
Писатели стали первопроходцами детского детектива в России, по словам известного филолога и критика детской литературы Марии Порядиной, заняв нишу так называемой «пионерской повести». Их книги стали популярными среди юных читателей, однако (что характерно для массового детектива как такового) эти книги не отличает запоминаемость и оригинальность сюжета.
Их роман 2004 года «Вальс с виолончелью» представляет собой острую сатиру на нравы российского издательского бизнеса.

## Произведения авторов

### Цикл «Тайное братство „Кленового листа“»
Действие книг происходит в подмосковном дачном посёлке Красные Горы, участки в котором выдавались представителям творческой и научной интеллигенции. Героями становится «третье поколение старожилов» — школьники, приезжающие на дачу в летние (реже — зимние) каникулы. Подростки основывают «Тайное братство Кленового Листа», что негативным образом влияет на криминогенную обстановку в посёлке — четвёрка начинает притягивать неприятности и преступников, регулярно ввязываясь в опасные для жизни приключения.
Цикл "Тайное братство  Кленового Листа" был написан в 1996 - 1998, после того, как авторы в 1993 - 1996 годах перевели несколько книг Энид Блайтон из серии "Пять юных сыщиков и верный пёс", и оттого некоторые персонажи из посёлка Красные Горы напоминают персонажей Энид Блайтон, например неуклюжий сторож Степаныч и неуклюжий полисмен мистер Гун, инспектор Дженкс и участковый Шмельков, действие обеих серий разворачивается во время каникул, а сам антураж данной серии детективов - посёлок Красные Горы - является своеобразной версией застроенного индивидуальными жилыми домами городка Питерсвуд, в котором происходят события книг Энид Блайтон, перенесённой из Англии 1940-х - 1950-х годов в "дачное" Подмосковье конца 1990-х. Однако в остальном персонажи и ситуации в серии "Тайное братство Кленового Листа" являются оригинальными.
Главные герои:
- Петька <<Командор>> Миронов — интеллектуальный лидер группы. Коренастый, когда-то страдал от близорукости и лишнего веса. Владеет восточными единоборствами.
- Димка «Терминатор» Серебряков — кличку получил за способность притягивать неприятности и крушить всё вокруг. Труслив, мнителен до ипохондрии.
- Маша <<Ангел>> Серебрякова — сестра-близнец «Терминатора». В отличие от брата — решительна, деятельна и саркастична.
- Настя <<Брюнет>> Адамова — рыжая девочка и объект платонических воздыханий Командора. Романтична, легко увлекается мистическими легендами.

Второстепенные персонажи:
- Степаныч — «бывший заслуженный сотрудник правоохранительных органов», ныне — сторож дачного посёлка. Стоит на страже покоя Красных Гор, однако регулярно садится в лужу, из-за чего испытывает жгучую ненависть к гораздо более удачливым детективам из «Братства». В большинстве повестей рьяно берётся за расследования, с энтузиазмом, достойным лучшего применения, «раскручивая» второстепенные версии (например, ныряя на дно пруда в поисках улик), в итоге, оставаясь у разбитого корыта и проблемами со здоровьем. Женат, грозная супруга, в основном, занята садово-огородным благоустройством, регулярно упрекая Степаныча в профнепригодности.
- Шмельков — участковый, отвечающий за Красные Горы и соседнюю деревню Борки. Страдает от отсутствия служебного транспорта — в первых книгах ездит на регулярно ломающемся мотоцикле с коляской, затем получает б/у автомобиль от благодарных спонсоров. Дружит с «Братством», регулярно спасает героев, когда те переоценивают свои силы и сталкиваются с опасными преступниками. На хорошем счету у начальства, так как именно он, в результате, официально привлекает к ответственности найденных подростками злоумышленников.
- Анна Константиновна — бабушка близнецов. Появляется в повестях значительно чаще родителей «Братства». Представляет собой пожилую копию Маши — умная и саркастичная дама, считающая своим долгом заботится о своих друзьях. Пишет мемуары. Ныне покойный муж Анны Константиновны — копия Димки, мнительный, рассеянный и регулярно крушащий всё вокруг себя.
- Коврова-Водкина и Филимоновна — неразлучная пара из экзальтированной пожилой дамы, вдовы сначала выдающегося мистика, а затем — выдающегося хирурга, и её домработницы-снайпера, стоящей на страже хозяйского имущества. С ними связано два постоянных гэга — Коврова-Водкина слышит отвратительно, но выборочно, что приводит к комичным ситуациям, а Филимоновна регулярно «берёт правосудие в свои руки», отчего страдают, в основном, невинные люди, попавшиеся под горячую руку.
- Арнольдик — зять Ковровой-Водкиной, муж её дочери Светланы. Творческий интеллигент, ипохондрик и растяпа, напоминающий взрослую версию Терминатора. Несмотря на указанные недостатки, регулярно помогает «Братству» в расследованиях, хотя, зачастую, случайным образом.
- Павел Потапович Верещинский — излишне бодрый и комично-картавый старожил, считающий своим долгом разносить сплетни и новости, участвовать в общественной жизни посёлка и флиртовать с пожилыми (и не очень) дамами, несмотря на наличие строгой супруги и проблем с давлением. Сын Павла Потаповича, «Тяпа» Верищинский — бизнесмен с замашками «нового русского», неоднократно намекается на его связь с криминалитетом, однако персонаж, в целом, подаётся положительно.
- Вовка — паренёк из соседней деревни Борки, чуть младше главных героев. Впечатлительный, не в меру активный. Зачастую, именно из его рассказов «Братство» узнаёт о новых таинственных происшествиях и берётся за расследования.
- Игорь — парень, ровесник "Братства". Неравнодушен к Маше. Внешне похож на Диму, но различны характеры. Сын Владислава Андреевича, есть кавказская овчарка Аскер, которая любит поесть.
- Владислав Андреевич — отец Игоря. Университетский друг Валерия Петровича. Рассеян, слишком сильно погружается в работу, умиротворённый.

В серию входят следующие книги:
1. Тайна пропавшего академика.
2. Тайна заброшенной часовни — жители соседней с Красными Горами деревни Борки уверены, что призрак владельца разрушенного поместья является по ночам и бродит по развалинам бывшего имения. Он выходит из стены заброшенной часовни и возвращается тем же путём. Естественно, «Тайное братство» не может пройти мимо подобной истории, и пытается установить контакт с призраком и разгадать его тайну.
3. Тайна «Коварной русалки» — неизвестные ночью влезают в библиотеку посёлка Красные Горы и похищают картину «Коварная русалка», вроде бы не представляющую никакой ценности. Утром на берегу пруда обнаруживают мужчину, которого пытались утопить. В руке он сжимает обломок рамы. «Братство» пытается выяснить, как эти события связаны между собой, и кому могла понадобиться картина.
4. Тайна украденной рукописи — жители Красных Гор взбудоражены загадочным происшествием — в новогоднюю ночь из дома вдовы знаменитого хирурга кто-то похитил ценную рукопись. Когда поиски зашли в тупик, распутать это, казалось бы, безнадёжное дело взялись члены «Братства», приехавшие в посёлок на каникулы. Единственная книга серии, где действие происходит зимой.
5. Тайна княжеской усадьбы.
6. Тайна зелёного BMW — в попытке уберечь героев от попадания в очередную опасную для жизни историю, отец Петьки берёт «Тайное братство» в поездку по городам Золотого Кольца. К ним присоединяется его друг с сыном Игорем, ровесником членов «Братства». Перед отъездом, пятёрка натыкается на, вроде бы, угнанный автомобиль «БМВ» в овраге неподалёку от посёлка, но не успевает довести дело до конца. К их удивлению, зелёный БМВ начинает регулярно маячить на горизонте во время поездки по городам Подмосковья.
7. Тайна адмиральской дачи — в зале игровых автоматов, члены братства и Игорь обнаруживают тайник, а в нём — загадочную записку. Так начинается захватывающее расследование, которое выводит друзей на очередную банду опасных преступников.
8. Тайна старого кладбища — на кладбище Красных Гор появилась новая могила, над которой возвышается необычный памятник: голубка из белого мрамора на высоком постаменте. Со многими посещающими эту могилу происходят несчастья. Одновременно в посёлке появляется немолодая мулатка, пытающаяся втереться в доверие к одной из жительниц. «Братство» догадывается, что события связаны между собой, и пытается понять, как.
9. Тайна зловещего сговора — в очередной попытке оградить детей от участия в опасных расследований, на время летних каникул родители членов «Братства» отправляют их в элитный детский лагерь. Естественно, герои быстро оказываются втянуты в очередную криминальную историю. Проблем подкидывают бурлящие гормоны и конфликт с компанией мажоров, устанавливающих свои порядки в лагере.
10. Тайна Ведьминого озера — в Красных Горах поселяется женщина, называющая себя доброй ведьмой. Наблюдая за тем, как жители посёлка один за другим поддаются её чарам, «Братство» приходит к выводу, что мотивы «колдуньи» далеки от добрых. Им предстоит разгадать планы ведьмы и спасти близких.

- Тайна похищенного наследника*
- Тайна старинного привидения*

*являются, своего рода, «альтернативными» версиями первых двух романов — сюжетные линии схожи, однако имеется ряд отличий. Считаются «не каноничными», не переиздавались.

### Цикл «Компания с Большой Спасской»
Действие книг происходит в Москве второй половины 1990-х годов (осень 1995-1997). В отличие от «Тайного братства Кленового Листа», в рассказах затрагиваются более взрослые темы, вроде подростковой преступности, торговли наркотиками, воин в Чечне и Афганистане. Герои — пятеро учеников (а дальше семеро) средних и старших классов школы № 2001 у Большой Спасской (на тот момент — выдуманной, сейчас школа с таким номером находится в Бирюлёво). В то время, как действие повестей о «Тайном братстве» разворачивается во время каникул, в «Компании с Большой Спасской» больше внимания уделено школьным будням, взаимоотношениям с одноклассниками и учителями, а также городским развлечениям, вроде походов на дискотеки и по магазинам. Герои «Братства» и «Компании» не пересекаются.
Главные герои:
- Олег Борисович Беляев (Олег) — интеллектуальный лидер группы. Фактически аналог Петьки из «Тайного братства», отличается лишь внешне (высокий, худой, носит очки). Хозяин таксы по кличке Вульф. Именно в его квартире обычно собирается вся компания для обсуждения расследований. Его родители — постоянный источник комичных сценок, в основном из-за буйного темперамента отца и попыток матери его успокоить.
- Артём Никитович Мартынов (Тёмыч, Тёмка) — невысокий, с короткими русыми волосами. Внешне выглядит младше своих лет и смахивает на девочку. Искренне надеется, что в 17 лет очень быстро "вымахает", как и его отец. Критичный, хозяйственный, очень внимательно относится к деньгам и собственному здоровью. Один из аналогов "Терминатора" из Тайного Братства, ему достались такие черты характера, как мнительность, осторожность и ипохондрия, однако в критической ситуации совершает решительные и рискованные действия. Один из постоянных гэгов — мама Тёмыча, регулярно окружающая сына гиперопекой, но, в основном, висящая на телефоне с подругой, которую она называет исключительно «Верунчик».
- Евгений Владимирович Васильев (Женька) — высокий для своих лет, имеет длинные чёрные волосы. Не в меру активный, не может долго сидеть на месте и находиться в одиночестве. Зачастую действует прежде, чем подумать, из-за чего систематически попадает в комические ситуации. Всегда готов на любые авантюры. Постоянно голоден и никогда не откажется от возможности перекусить. Хоть и не качок, но с уважением относится к спорту и спортсменам, играет в баскетбол. Второй из аналогов "Терминатора" из Тайного Братства, от него Женьке досталась неуклюжесть.
- Екатерина Карцева (Катя) —  аналог Маши из «Тайного братства» — умная, активная, саркастичная. Внучка в прошлом известной актрисы, от которой унаследовала театральный талант. Имеет тёмные волосы и отличную фигуру. Периодически гуляет с мальчиками из старших классов, чем регулярно огорчает Тёмыча, так как является предметов его воздыханий. О его чувствах прекрасно знает. Регулярно подкалывает Тёмыча, из-за чего возникают совместные перепалки (в детском саду сразу доходило до драки и Олегу приходилось их разнимать).
- Татьяна (Таня) — аналог Насти из «Тайного братства» — романтична, однако к мистике относится со скептицизмом. Самая тихая из компании, но вторая после Олега по способностям анализировать события и приходить к определённым выводам. Испытывает к Олегу взаимные чувства. У неё светлые волосы и голубые глаза.
- Алексей Пашков (Лёшка) — главный источник неприятностей в школе № 2001. Регулярно влипает в истории из-за очередной «гениальной идеи», которая идёт не по плану, несмотря на то, что Пашков "всё правильно рассчитал". Есть младший брат — постоянный сообщник (и жертва) в реализации его планов. Утверждает, что происходит из рода «тех самых» Пашковых, хозяев дома на Воздвиженке. Влюблён в Марию Школьникову.
- Мария «Моя Длина» Школьникова (Машка) — одноклассница героев, влюблённая в их классного руководителя. Девушка-блондинка крупных габаритов, но ни капли не комплексует по этому поводу. Агрессивна. Воспитывается матерью-«бизнес-леди». Славится своими вызывающими нарядами.

Второстепенные персонажи:
- Александр Пашков (Сашок) — брат-погодок Лёшки Пашкова. Иногда принимает участие в расследованиях.
- Санька — девочка, учится вместе с Сашком в одном классе.
- Ромка — учится вместе с Сашком в одном классе. Любитель животных. Держал в живом уголке питона Гошу, потом крысу.
- Инга Турундаевская — известная актриса, с трудным характером. Появилась впервые в 16 серии цикла (Загадка «чёрной вдовы»), а потом в 19 (Загадка театральной премьеры), где была похищена.
- Наталья Турундаевская (Наташка) — дочь Инги Турундаевской. Романтические отношения с Женькой начались в 16 серии.
- Хамитяй Хамзяевич Ахметов - папа Марата, бывший носильщик на Киевском вокзале, быстро поднявшийся и ставший ныне крупным бизнесменом.
- Олесь Убейволк - телохранитель Хамитяя Хамзяевича.
- Майор Владимир Иванович Василенко (Вовка) — друг и сослуживец Андрея Станиславовича по Афганистану, ныне — сотрудник милиции. По аналогии со Шмельковым из «Братства» регулярно вынужден спасать «Компанию с Большой Спасской» из неприятностей, в которые они вляпываются, и арестовывать найденных подростками преступников.
- Борис Олегович Беляев - отец Олега

Учителя и администрация школы № 2001:
- Андрей Станиславович Пирогов — классный руководитель героев, ветеран-«афганец». Ездит на мотоцикле, слушает рок-музыку. Является гордостью своих подопечных — мужская половина класса его уважает, женская — поголовно влюблена. Сам он находится в сложных отношениях с учительницей математики Светланой, в которую влюблён со школьных пор. В моменты их разрывов регулярно заводит романы с молодыми практикантами. Серия заканчивается свадьбой Андрея и Светланы.
- Светлана Сергеевна — учительница математики.
- Роман Иванович — учитель литературы, пожилой и максимально занудный преподаватель, на чём строится ряд "сквозных шуток".
- Алевтина Борисовна — учительница химии. Нервная, мстительная. Дети её недолюбливают. Часто из-за потрясений падает в обмороки. В 22 книге (Загадка деда мороза) танцевала с Олесем Убейволком, охранником Хамитяя Хамзяевича Ахметова.
- Екатерина Алексеевна - учительница биологии.
- Арсений Владимирович — завуч. Учитель ОБЖ.
- Михаил Петрович (Петрович) —  директор, вечно пребывающий в благодушном настроении. Источник ряда "сквозных шуток", связанных с его поездками по конференциям и попытками внедрить в школе почерпнутые инновации.
- тётя Катя — гардеробщица.

Ученики школы № 2001:
- Марат Хамитяевич Ахметов — признанный силач класса, сначала 8-го «В», потом 9-го «В» и наконец 10-го «Б».
- Борис Савушкин (Борька) — признанный силач класса, сначала 8-го «В», потом 9-го «В» и наконец 10-го «Б».
- Ученики 8-го «В» — одноклассники главных героев, классический набор школьных стереотипов. Самый дружный и, регулярно, неуправляемый коллектив в школе. В старших классах «сливается» с другими учениками параллели в 10-й «Б», что, изначально, становится источником ряда конфликтов.
- Вадим Богданов (Вадик) - объект ненависти Компании и всего бывшего «В» класса. В 2001 школу перевёлся из частного лицея и попал в объединённый 10 «Б». Высокий красивый блондин, но с отвратительным характером. Некоторое время преследовал Таню, часто устраивает пакости бывшему "В" классу, пренебрегает дисциплиной.
- Евдокия Смирнова (Дуся, Дуська) - ещё одна новая ученица объединённого 10 «Б». Приспешница Богданова. Некоторое время пыталась привлечь внимание Олега, но безуспешно.
- Владимир Бочкарёв (Вовка) - ученик сначала 9-го "Б", а после - 10 "Б" класса. Приспешник Богданова.
- Михаил Клыков (Мишка) - учащийся 2001 школы, старше главных героев на 1 класс. В третьей книге серии гулял с Катей.

В серию входят следующие книги:
1. Загадка чёрного призрака - узнав о том, что в одном из старых домов на Сретенке был найден клад, Компания решает тоже попытать удачу, но вместо клада натыкается на особняк, где, якобы, живёт привидение, исчезающее за стеной подвала. Изначально повесть называлась "Тайна чёрного призрака", однако впоследствии название было изменено на "Загадку", чтобы таким образом дифференцировать серии про Красные Горы и Большую Спасскую. Книга была экранизирована в 2018-2020 году, однако в прокат (по состоянию на декабрь 2023) он ещё не вышел.
2. Загадка американского родственника - Тёмычу снится кошмар, в котором он видит нападение на неизвестную ему старушку, а на следующий день Компания знакомится с бывшей учительницей из своей школы, над которой их обязали "взять шефство". Узнав пожилую даму из сна, Тёма уверен, что ей угрожает опасность, причём, возможно, от её американского родственника. Герои берутся за расследование. Как и в первой части книги, следует учитывать, что несмотря на юмор и лёгкость повествования, речь идёт о преступниках, втирающихся в доверие к пожилым одиноким женщинам ради их квартир в центре Москвы.
3. Загадка Клетчатого - Катя и Мишка Клыков подслушивают в кафе разговор подозрительных личностей, планирующих преступление. Компания пытается выследить одного из бандитов в клетчатом костюме. В это же время в школе появляются члены "Общины Золотого креста". И, кажется, они как-то связаны с Клетчатым.
4. Загадка старинной куклы - Катя, Таня и Тёмыч становятся свидетелями вооружённого ограбления галереи старинных игрушек. Компания с Большой Спасской берётся выяснить мотивы и найти преступников.
5. Загадка ночного стука - в последние дни летних каникул, ночующий у Олега Женька слышит в предрассветные часы подозрительный стук из квартиры выше, где уже много времени никто не живёт. Установив, что стук - это "морзянка" и неизвестный отстукивает сигнал SOS, герои решают, что это призрак пропавшего без вести капитана дальнего плаванья, однако в процессе импровизированного экзорцизма натыкаются на очерёдную загадку.
6. Загадка салона «Магия» - Катя и Таня поддаются на уговоры Моей Длины и отправляются в загадочный салон "Магия", где Школьникова надеется найти приворотное средство для Андрея Станиславовича. Поражённые мистическими талантами хозяйки салона, девочки делятся впечатлениями с друзьями, и Олег решает проверить подлинность способностей колдуньи, чтобы потенциально консультироваться с ней при раскрытии преступлений. Одновременно Компания узнаёт от майора Василенко о том, что в их районе распространяется новый тип наркотика. Героям необходимо помочь милиции в расследовании, выяснить тайны потомственной ведьмы, а главное - спасти любимого учителя от домогательств Моей Длины, которая на протяжении всей книги пытается напоить его приворотным зельем.
7. Загадка закрытого люка - ноябрьским вечером Женька ждёт свою подружку Лерку у её подъезда. Внезапно, в распахнутый люк, ведущий в подвал магазина в доме напротив, проваливается прохожий. Женька спешит на помощь, однако сотрудники магазина уверяют, что в подвале никого нет, а люк заперт с самого утра. Компания с Большой Спасской решает найти ответ на эту загадку и спасти незнакомца.
8. Загадка серебряного медальона - середина декабря омрачилась неприятным событием - квартиру Моей Длины ограбили неизвестные. Судя по всему, грабители действовали по наводке и тщательно подготовились к делу. Компания с Большой Спасской в расширенном составе - к ним присоединились Лёшка и Маша - начинает очередное расследование. Круг подозреваемых сужается день ото дня, но все карты спутывает очерёдное ограбление.
9. Загадка домашнего привидения - на дне рождения Моей Длины ребята знакомятся с её другом - Тимофеем. От него они узнают странную историю - в его доме завёлся призрак и, вероятно, это призрак его прапрадедушки. Предметы меняют своё расположение, ночами слышны шаги в доме. Ребята берутся за очередное дело, чтобы выяснить, о чём Тимофея хочет предупредить привидение.
10. Загадка случайного попутчика - как поступить, если новый сосед не хочет тебя узнавать, хотя вы с ним уже знакомы? А если к тому же ты знаешь, что он умер? Или на самом деле дядя Вася, попутчик Тёмыча, Женьки и Лёшки на пути из Питера в Москву, остался в живых? Мальчики делятся сомнениями с друзьями, и компания с Большой Спасской начинает новое расследование. Юные сыщики не подозревают, насколько опасным оно окажется в этот раз...
11. Загадка бронзового льва - на вечерней прогулке Вульф сорвался с поводка, и Олег с Таней бросились его ловить. Шустрая такса забежала в заброшенный дворик на Сретенке, а там... ребята увидели неизвестных, но очень подозрительных типов, спешно грузящих в фургон какие-то коробки. И нашли старинную фигурку бронзового льва. Неужели друзья стали свидетелями ограбления? Чтобы отыскать хозяина статуэтки и во всём разобраться, компания с Большой Спасской начинает новое расследование...
12. Загадка ловких мошенников - начало лета – время готовиться к экзаменам. И Темыч с Женькой честно хотели заняться именно этим. Друзья только на минутку вышли из дома, но сразу же... нашли свёрток с долларами, вокруг которого крутились подозрительные типы. Сдав свёрток майору Василенко, ребята узнали, что на их улице работает банда мошенников. А разве можно пройти мимо очередного расследования?
13. Загадка назойливых звонков - Таня ужасно напугана ночными звонками: неизвестный сначала молчит в трубку, а затем проигрывает похоронный марш. Компания с Большой Спасской в недоумении. Неужели на такие глупые шутки способен кто-то из их знакомых? Или загадочные звонки связаны с предыдущими расследованиями ребят? А может, в неприятности попали Танины родители? Ясно одно: девочке срочно нужна помощь друзей!
14. Загадка почтового голубя - в один прекрасный день Моя Длина нашла у себя на балконе породистого почтового голубя с повреждённым крылом. И позвонила друзьям – Компании с Большой Спасской, – чтобы вместе отыскать хозяина породистой птицы. Но непросто сделать это в огромном городе! Тем временем человек, к которому ребята отнесли голубя на лечение, начинает вызывать серьёзные подозрения. Неужели они сами отдали птицу преступнику? И, кажется, эта ошибка была не единственной...
15. Загадка исчезнувшего друга - папа Олега в панике! Его лучший друг Алик бесследно исчез по дороге домой. Все попытки семьи и друзей отыскать пропавшего или хотя бы выяснить, что с ним случилось, не приносят результатов. Александр Евгеньевич не попал в аварию, тело его тоже нигде не обнаружено, и никто не требует за него выкуп. За дело берётся компания с Большой Спасской. Вскоре ребята находят в ангаре автосервиса машину, очень похожую на ту, вместе с которой пропал Алик...
16. Загадка «чёрной вдовы» - ограблена квартира известной актрисы Инги Турундаевской. Но почему преступник взял лишь драгоценности и деньги? И кто мог знать, что колье со знаменитой жемчужиной «Чёрная вдова» в тот день находилось не в банковском сейфе, а в квартире актрисы? На этот и другие вопросы компании с Большой Спасской предстоит ответить в ходе нового расследования...
17. Загадка газетного объявления - в семье Женьки Васильева катастрофа: его мама стала жертвой мошенницы! Чтобы продать шубу, Наталья Леонидовна дала объявление в газету – и скоро покупательница нашлась. Милая женщина, представившаяся Еленой Николаевной, подсунула куклу вместо денег, забрала шубу и скрылась. Компания с Большой Спасской не может оставить друга в беде, и ребята начинают расследование. Но как найти хитрую воровку в большом городе?
18. Загадка школьного подвала - однажды воскресным утром Таню разбудил телефонный звонок – это подруга Машка спешила поделиться сногсшибательной новостью: в школе произошло ЧП. Из сейфа в кабинете директора исчезли деньги и... призы для конкурса красоты, который Машка была твёрдо намерена выиграть. Каким образом грабители проникли внутрь, если на дверях нет следов взлома? Неужели в краже виновен кто-то из своих? Компания с Большой Спасской считает: раскрыть это сложное дело – вопрос принципа!
19. Загадка театральной премьеры - что за жуткое, леденящее кровь пение услышал в совершенно пустой квартире Лёшка Пашков? Какое отношение оно имеет к похищению прямо со сцены театра актрисы Инги Турундаевской? И, наконец, кто задумал и осуществил это дерзкое преступление? Только связав воедино все эти события, компания с Большой Спасской сумеет вплотную подойти к разгадке новой тайны...
20. Загадка неуловимого доктора - у отца Темы случилась беда: бесследно исчезла его машина вместе с человеком, который собрался её купить. Что произошло? Неужели врач Илья Григорьевич Самойлов, испытывая автомобиль Мартыновых, попал в лапы к бандитам? Жив ли он? А если жив, то где находится? И что происходит за закрытыми дверями квартиры, телефон которой доктор Самойлов дал отцу Темыча? Пытаясь помочь Мартыновым, компания с Большой Спасской начинает новое расследование.
21. Загадка туристического агентства - вот это новость! За Машей Школьниковой постоянно следит какой-то подозрительный тип. Что он замышляет? И не связан ли с директором туристического агентства, услугами которого решила воспользоваться семья Школьниковых? Неужели в агентстве работают аферисты-наводчики и квартиру Моей Длины скоро ограбят? У компании с Большой Спасской несколько версий, и все их нужно проверить.
22. Загадка Деда Мороза - в школе, где учится компания с Большой Спасской, всё готово к новогоднему балу! Вот-вот должны начаться выборы королевы среди старшеклассниц, но... Куда-то исчезла учительница математики Светлана Сергеевна, организующая праздник. Она вышла из дома, а в школе так и не появилась. Жених исчезнувшей девушки от волнения не находит себе места. Ребята выясняют, что Светлана села в машину, за рулём которой был Дед Мороз... Значит, с его поисков и нужно начинать расследование!

### Цикл «Команда отчаянных»
Главные герои:
- Иван Холмский (Пуаро)
- Маргарита Королёва (Марго)
- Варвара Панова (Варя)
- Герасим Каменев (Каменное Му-му)
- Павел Лунев (Луна)

В серию входят следующие книги:
1. Загадка бордового портфеля - Команда отчаянных, так прозвали пятерых друзей в школе, находит в подъезде дома мужчину без сознания, усыпанного долларовыми купюрами, а рядом с ним растерзанный портфель. Пострадавший, который оказался соседом одного из ребят, наотрез отказался вызывать милицию или «Скорую помощь». Ребята не видели напавших, но слышали их крик: «А  камни куда девал, гад?» Все это кажется друзьям подозрительным, и они принимаются за расследование...
2. Загадка сапфирового креста - Команде отчаянных, как прозвали в школе пятерых друзей, на этот раз предстоит выручить из беды свою классную руководительницу - Ольгу Борисовну… Варя случайно услышала, как она жаловалась своей подруге Лене, что ее обокрала незнакомая тетка, которую она же сама и привела домой. Видно, та ее загипнотизировала, ведь Ольга не помнит даже ее лица – только крест с сапфиром. Марго, бросив свои магические камушки, заявила, что на классную навели порчу и ей угрожает беда. А вскоре на уроке со стены сорвался портрет Пушкина, и только чудо спасло Ольгу Борисовну. Ребята отправляют Варвару с фотографией учительницы в эзотерический центр «Оазис». И она узнает там такое – в жизни не поверите!..
3. Загадка невидимого гостя (Загадка незапертой квартиры) - некоторым просто везет на приключения! Иван и Марго обнаружили, что дверь соседей Марго Смирновых почему-то открыта. Ребята зашли внутрь, чтобы выяснить, в чем дело. И тут кто-то запер квартиру снаружи! Друзья выбрались через балкон, раздобыли ключи и снова обследовали таинственное место. Марго подумала, что залезть в квартиру мог бывший жилец соседей. И ребята установили за ним слежку...
4. Загадка вечернего звонка - и вот опять Команда отчаянных, как прозвали пятерых друзей в школе, ведет новое расследование. На этот раз им приходится помогать Варе. Она услышала по телефону разговор своей сестры Настасьи с каким-то грубым типом. Причем ее сестра говорила с ним несвойственным ей умоляющим тоном. Потом она убежала звонить из автомата, чтобы Варя ее не услышала... Марго, погадав на старинных камушках, утверждает, что Насте грозит опасность. Ребята из Команды отчаянных проследили за Вариной сестрой и увидели ее встречу с каким-то незнакомцем. Что может быть у него общего с Настей? Неужели это шантаж?! И тут в семье Вари пропадают бабушкины драгоценности, а затем и сама Настасья...
5. Загадка пропавшего соседа - Команда отчаянных на этот раз хочет выяснить судьбу похищенного жильца, недавно снявшего соседнюю с Холмскими квартиру. Сосед работал в пункте обмена валюты и жил со старенькой бабушкой. Обменник ограбили среди бела дня, а соседа похитили. Ребятам удалось познакомиться с его глухой и слепой бабкой. Они принесли ей продукты, девочки вымыли пол в кухне, а мальчики умудрились сломать диван. Старуха быстро выставила ребят вон. Ничего о ее внуке им узнать не удалось. Он мог быть жертвой или соучастником грабежа. Да и старуха кажется им подозрительной. Ребята собрались установить за ней слежку, но это не понадобилось. Когда Ваня по просьбе своей бабушки отнес соседке сбор трав, то оказалось... Нет, этого просто не может быть!
6. Загадка старинных часов - у Команды отчаянных — новое дело, и касается оно их друга Сени Баскакова. Его предки упилили на отдых, а сына оставили с домработницей Валентиной Аркадьевной. Пока ее не было дома, ребята устроили классную вечеринку, но потом вернулась злая Валентина, и компания разошлась по домам... А утром в школу пришел убитый горем Баск — ночью встали напольные часы с боем «Карл Цвайс», гордость коллекции его отца. Марго раскинула магические камушки, и вышло, что Баску грозит опасность, и связано это с часами. Ребята открыли корпус и нашли в часах зеленую пуговицу! Вдруг туда хотят заложить бомбу для олигарха, а Валентина — агент его врагов?..
7. Загадка сорвавшейся встречи - Команда отчаянных занималась подготовкой новогодней газеты и в этот момент с Луной произошла загадочная история. Кто-то позвонил и попросил Павла. Луна, не прожевав котлету, что-то промычал в ответ. И мальчику назначили встречу в Пушкинском музее у льва работы Донателло. То есть не ему, а его тезке - какому-то Павлу, причем он должен назвать пароль. Ребята переполошились: вдруг это музейные воры готовят похищение шедевра. Они проследили за явившимся на встречу типом, и Луна даже попросил у него мобильный телефон, чтобы якобы позвонить маме. Нажав на кнопку повтора, ребята узнали телефон, а по нему адрес мифического Павла. Одно не угадала Команда отчаянных, это были не музейные воры...
8. Загадка подслушанных разговоров - Команда отчаянных не знает отдыха даже на каникулах! Странное событие положило начало новому расследованию. Вместо радиоспектакля обычная магнитола вдруг начала передавать… разговоры жителей одного из домов элитного поселка Изумрудово! Ребята вмиг догадались, что за хозяевами дома ведется слежка, их прослушивают и где-то в недрах их особняка установлен «жучок». Но кому это выгодно? И где искать передатчик? Для того чтобы это выяснить, друзья строят... снежную крепость!...
9. Загадка красных гранатов - Ивану Холмскому, члену Команды отчаянных, фатально не везет. Все началось с покупки для бабушки гранатов, которые она так и не попробовала - старушку увезли в больницу. В школе кто-то украл у Ивана сумку, но после урока биологии подбросил обратно. Вернувшись домой, мальчик обнаружил, что квартиру посетили воры - в кухне и гостиной царил разгром, однако ничего не пропало. Что происходит? Команда отчаянных решила разобраться в ситуации...
10. Загадка золотой чалмы - Бабушка Ивана Холмского начала вести себя очень странно. Она запирается в своей комнате, почти не общается с домашними, зато нашла новую подругу и ходит с ней на какие-то лекции... А однажды Иван застукал ее, когда бабушка слушала по его плееру загадочную кассету. Там был записан шум моря и... тиканье. Команда отчаянных решила проследить за старушкой, ведь магические камушки Марго предупреждают: бабушке Ивана грозит смертельная опасность!
11. Загадка брошенной лодки - На каникулах «Команда отчаянных» отправилась за город, в лагерь «Школы выживания». Там, на берегу живописного озера, друзья нашли лодку и захотели сплавать на ней на острова, но не тут-то было! Сторож старого лодочного сарая оказался злым и подозрительным типом, совсем не склонным делиться своим имуществом. К тому же посещали его довольно странные личности... Ребята решили, что сторож помогает браконьерам. Но что происходит на самом деле, стало понятно лишь тогда, когда «Команда отчаянных» оказалась на большом острове рядом с развалинами старого монастыря...

### Страшилки
1. Кладбищенский фантом
2. Кошмары Серебряных прудов
3. Проклятие старых могил

### Тетралогия «Волшебные приключения Тимки Ружина»
1. Звезда Чародея (Ученик мага)
2. Чародейские каникулы (Охота на магов)
3. Чародейство в Москве (Магазинчик чудес)
4. Чародеи на даче (Волшебная дуэль)

### Цикл «Школа у Сретенских ворот»
1. Уроки без правил
2. Контрольная для друзей
3. Дурак ты, Сидоров
4. Работа над ошибками
5. Уравнение со всеми известными
6. Ответы на засыпку

### Цикл «Шестеро смелых»
1. Шестеро смелых и сокровища пиратов
2. Шестеро смелых и фокус-покус
3. Шестеро смелых и похищение Европы
4. Шестеро смелых и парад монстров
5. Шестеро смелых и ледяная смерть

### Трилогия «Московская принцесса»
1. Тайны московской принцессы
2. Рыцарь московской принцессы
3. Клятва московской принцессы

### Другие книги
1. Вальс с виолончелью

### Переводы
- Редьярд Киплинг. «Ваш покорный слуга пёс Бутс»
- Луиза Мэй Олкотт. «Маленькие женщины»
- Элинор Портер. «Поллианна»
- Элинор Портер. «Юность Поллианны»
- Рут Сойер. «Роликовые коньки»
- Рут Сойер. «Одна в Нью-Йорке»
- Анна Сьюэлл. «Чёрный Красавчик»
- Бут Таркингтон. «Приключения Пенрода»
- Бут Таркингтон. «Пенрод-сыщик»
- Бут Таркингтон. «Пенрод и Сэм»
- Рик Риордан. «Меч Лета»
- Фредерик Марриет. «Дети Нового леса»
- Фрэнсис Элиза Бёрнетт. «Таинственный сад»
- Эдит Несбит. «Дети железной дороги»
- Эдит Несбит. «Пятеро детей и Оно»
- Эдит Несбит. «Огненный дракон»
- Энтони Хоуп. «Пленник замка Зенды»